# Unternehmen Herkules
Das Unternehmen Herkules oder auch Operation Herkules war der Deckname einer deutschen Militäroperation einer geplanten See- und Luftlandeoperation der Achsenmächte im Zweiten Weltkrieg. Es sah die Eroberung der zwischen Sizilien und Libyen liegenden, von britischen Truppen gehaltenen Insel Malta durch deutsche und italienische Fallschirm- und Luftlandetruppen sowie Heereskräfte vor. Von italienischer Seite erfolgte die Planung unter der Bezeichnung Operazione C3.

## Hintergrund
Malta spielte zu Beginn des Krieges auf dem Kriegsschauplatz Mittelmeerraum eine entscheidende Rolle als einziger Stützpunkt der Royal Air Force und Royal Navy im zentralen Mittelmeer, von dem aus der Nachschub für die von Libyen aus gegen die britischen Truppen in Ägypten kämpfenden italienischen Truppen empfindlich gestört werden konnte. Bereits im August 1940 hatte deshalb der Chef des Deutschen Marineverbindungsstabes in Italien, Vizeadmiral Eberhard Weichold, versucht, den Verbündeten an einer Unternehmung gegen Malta zu interessieren. Im Dezember 1940 wurde ein deutsches Fliegerkorps auf Sizilien stationiert, um die italienische Regia Aeronautica bei ihren Sicherungsaufgaben im zentralen Mittelmeer zu unterstützen. Nach der Entsendung des Deutschen Afrikakorps unter Erwin Rommel nach Nordafrika Anfang 1941 gewann die Sicherung der Nachschublinien zwischen Italien und Libyen auch für die deutsche Wehrmacht unmittelbare Bedeutung. Zur Zeit des Balkanfeldzugs wurde deshalb in der Abteilung Landesverteidigung des Wehrmachtführungsstabs eine Invasion Maltas als Alternative zur Besetzung Kretas (Unternehmen Merkur) erwogen. Unterstützung für diesen Vorschlag kam von Erich Raeder, dem Oberbefehlshaber der Kriegsmarine. Adolf Hitler entschied sich jedoch wegen der aus seiner Sicht größeren Bedeutung Kretas für letztere Option. Nach den schweren Verlusten der deutschen Fallschirmjäger auf Kreta wurde von ihm vorläufig jeder weitere Einsatz dieser Elitetruppe für Luftlandungen im größeren Umfang untersagt.
Neuen Auftrieb erhielten die Pläne gegen Malta nach der Verlegung der deutschen Luftflotte 2 unter Albert Kesselring und des II. Fliegerkorps von der Ostfront nach Italien im Dezember 1941. Diese war durch die dramatische Verschlechterung der Nachschubsituation für die Achsentruppen in Nordafrika in der zweiten Jahreshälfte 1941 notwendig geworden. Kesselring nahm sofort eine Luftoffensive gegen Malta auf, in deren Verlauf zeitweise sämtliche Flugplätze auf der Insel unbrauchbar gemacht wurden. Die im Grand Harbour von Valletta stationierte Force K der Royal Navy musste im Januar 1942 nach schweren Verlusten aufgelöst und die U-Boote im April abgezogen werden. Zur gleichen Zeit wurde die Versorgung der Insel durch britische Konvois in der ersten Jahreshälfte 1942 durch Luft- und Seestreitkräfte der Achsenmächte weitgehend unterbunden. Der Befehlshaber der Inselverteidigung, William Dobbie, warnte davor, dass bei einem Ausbleiben von Nachschub die Insel in absehbarer Zeit kapitulieren müsse. Damit hätte sich für die Achsenmächte die Möglichkeit eröffnet, die zeitweilige Schwäche der Inselverteidigung zur Inbesitznahme der Insel auszunutzen.
Bei einer Konferenz zwischen Hitler und Mussolini im Februar 1942 hatte man sich prinzipiell auf eine Operation gegen Malta verständigt. Ein solcher Vorschlag wurde im deutschen Oberkommando und von den beteiligten Kommandeuren begrüßt. Rommel sprach sich im April dafür aus, das Projekt vor seiner geplanten Sommeroffensive in Nordafrika (Unternehmen Theseus) durchzuführen. Am 29./30. April 1942 wurde zwischen Hitler und Mussolini auf dem Berghof (Obersalzberg) die Eroberung Maltas vereinbart. Mit Weisung vom 4. Mai 1942 wurde das Unternehmen auf Juli 1942 festgesetzt. Hitler machte jedoch entgegen den Vorschlägen Rommels die Ausführung abhängig von der vorher zu erfolgenden Zurückdrängung der britischen 8. Armee in Nordafrika und der Eroberung der Festung Tobruk. Erst danach sollten die für die Unterstützung dieser Operation abgezogenen Flugzeuge der Luftflotte 2 nach Sizilien zurückkehren und ihre Angriffe auf Malta wiederaufnehmen. Um die deutschen Fallschirmjäger der 1. Fallschirmjägerdivision für das Unternehmen zu verstärken, wurde die 2. Fallschirmjägerdivision und die italienische Fallschirmjägerdivision Folgore aufgestellt und  verstärkt.

## Der Plan

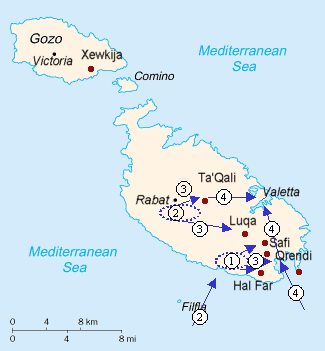
Operationsplan Unternehmen Herkules
1 – erste Luftlandung
2 – zweite Luftlandung und Seelandung
3 – Ausbruch aus den Landungsköpfen
4 – Einnahme Valettas und Anlandung weiterer Kräfte

Für die Luftlandungsphase von „Herkules“ wurden die deutsche 7. Flieger-Division unter dem Kommando des XI. Fliegerkorps (Kurt Student) sowie die italienische Fallschirmjägerdivision „Folgore“ und Luftlandedivision „La Spezia“ eingeplant. Deren Gesamtstärke belief sich auf ungefähr 30.000 Mann. Dies entsprach ungefähr der Stärke der gesamten britischen Garnison auf den Inseln. Diese Kräfte sollten in einer amphibischen Landungsphase durch mehrere italienische Infanteriedivisionen, unterstützt durch Panzerkräfte, mit einer Gesamtstärke von weiteren 70.000 Mann verstärkt werden. Für die Überführung standen 500 Ju 52 und fast ebenso viele Lastensegler zur Verfügung. Für die Sturmlandungen waren neben etwa 50 Marinefährprahmen bzw. Motozattera und einigen Siebelfähren zahlreiche kleinere Pionierlandungsboote und Sturmboote vorgesehen. Weiterer Nachschub sollte dann mittels Passagier- und Frachtschiffen sowie Fähren an Land gebracht werden. Für die Luftunterstützung waren ca. 600 Bomben- und Schlachtflugzeuge geplant, unterstützt durch 200 Jagdflugzeuge. Der Plan sah insgesamt vier Phasen für die Einnahme Maltas vor:
In der ersten Phase sollten zwischen Wied iż-Żurrieq und Għar Lapsi Luftlandekräfte in Stärke eines verstärkten Bataillons angelandet werden. Ziel war die Errichtung und Sicherung eines Brückenkopfes, und, wenn möglich, die Einnahme des Flugplatzes Ħal-Far. Die Luftlandung sollte mit Lastenseglern in der Dämmerung erfolgen, der Anflug war aus Richtung Westen über die offene See geplant. Luftnahunterstützung sollten sowohl die Luftwaffe als auch die Regia Aeronautica geben.
Nach Sicherung des Brückenkopfes sollten in der zweiten Phase am Strand Teile des italienischen 125. Infanterieregimentes La Spezia und einer Panzerabteilung angelandet werden. Gleichzeitig war eine Luftlandung südlich der Städte Mdina und Rabat geplant. Ziel dieser Phase war die Verstärkung der Kräfte im bestehenden Brückenkopf, um den nachfolgend geplanten Ausbruch zu ermöglichen, sowie die Einrichtung und Sicherung eines weiteren Brückenkopfes. Dazu sollten die Städte Mdina und Rabat so schnell wie möglich genommen werden. Die Landung war diesmal als Sprunglandung geplant.
In der dritten Phase erfolgte der Ausbruch aus den Landungsköpfen. Ziel war die Einnahme der Flughäfen zur Erringung der Luftherrschaft sowie die Einnahme des Gebietes um die Bucht von Marsaxlokk einschließlich des Hafens von Birżebbuġa, um weitere Verstärkungskräfte heranführen zu können. Die Kräfte aus dem südlichen Landungskopf sollten in Richtung Birżebbuġa handeln und, wenn bislang noch nicht genommen, Ħal Far sowie das Flugfeld von Safi besetzen. Ein Teil der Kräfte aus dem nördlichen Brückenkopf sollte in Richtung Nordosten ausbrechen und das Flugfeld von Ta' Qali einnehmen, während der andere Teil in Richtung Südosten ausbrechen und den Flugplatz Luqa einnehmen sollte. Die in Reserve stehende Gebirgsjägerdivision sollte in Safi und Ħal Far angelandet werden.
In der vierten Phase sollten die restliche Teile des Regimentes La Spezia in Birżebbuġa angelandet werden. Das Regiment, verstärkt durch Panzerkräfte, sollte von Süden aus gegen Valletta vorgehen, während die Luftlandetruppen von Westen aus in Richtung Sliema handeln sollten. Geplant war die Vereinigung beider Teile in Floriana und anschließend die Einnahme Vallettas.
Kernelement des Planes war einerseits die Einnahme des Strandabschnittes zwischen Wied iż-Żurrieq und Għar Lapsi in der ersten Phase, da dieser die einzige Möglichkeit für die Anlandung von Infanterie- und Panzerkräften bot. Sollte die Einnahme nicht gelingen, war zwingend das Flugfeld von Ħal Far zu nehmen, um die Einführung der Gebirgsdivision in die Operation zu ermöglichen. Entscheidend in der dritten Phase war weiterhin die Einnahme und Sicherung von Birżebbuġa für die Anlandung der zum Sturm auf Valletta benötigten Infanterie- und Panzerkräfte.
Die britische Versorgung der Insel über See war auf Grund verstärkt durchgeführter deutsch-italienischer Luftangriffe fast vollständig zusammengebrochen, so dass im Juni 1942 nur noch für drei Wochen Brennstoff und Lebensmittel vorhanden waren. Es gelang jedoch der Royal Navy, unter großen Verlusten mit den Unternehmen Vigorous und Pedestal im Juni und August 1942 einige wichtige Versorgungskonvois nach Malta zu überführen.

## Die Absage
Aber auch nach den geforderten Erfolgen der deutschen Sommeroffensive gegen die britische 8. Armee in Libyen und der Eroberung Tobruks am 21. Juni 1942 gab Hitler keine Zustimmung zur Auslösung der Operation Herkules. Zum einen zögerte Hitler sicherlich wegen der bitteren Erfahrungen des Unternehmens Merkur – der Landung auf Kreta –, zum anderen misstraute er wohl der zugesagten italienischen Einsatzbereitschaft. Mit dem Hinweis auf Rommels Versicherung, den Vorstoß zum Nil auch trotz britischer Bedrohung aus Malta im Rücken bewältigen zu können, hatte Hitler schließlich die Vorbereitungen zu „Herkules“ bis auf weiteres gestoppt. Die für Herkules vorgesehenen Luftlandeverbände wurden ab Mitte Juli 1942 nach Afrika verlegt, um die Verluste Rommels während der ersten Schlacht von El Alamein auszugleichen. Die endgültige Absage erfolgte aber erst nach der Landung der Alliierten auf Sizilien, die damit alle diesbezüglichen Überlegungen hinfällig machte.

## Die Folgen
Aufgrund der nicht weiter ernsthaft versuchten Abschnürung Maltas und des Abziehens beträchtlicher Teile deutscher Fliegereinheiten zu anderen Kriegsschauplätzen erholte sich Malta durch weitere Waffen-, Munitions- und Nahrungslieferungen relativ schnell. Durch Verstärkungen der Royal Air Force konnte der Nachschub für die auf Nordafrika stationierten Achsentruppen entscheidend gestört werden: Von August bis Oktober 1942 gingen rund ein Drittel aller Transporte verloren, allein im Oktober 1942 wurden zum Beispiel mit vier Tankern 66 % des Treibstoffnachschubs vernichtet.
Die Nichtauslösung des Unternehmens Herkules entwertete auch die unter hohen Verlusten durchgeführte Besetzung Kretas. Der Stillstand der deutschen Offensive bei El-Alamein und schließlich der gesamte Afrikafeldzug waren somit auch die Quittung für die Fehleinschätzung der strategischen Bedeutung Maltas durch die Achsenmächte.
Mit der alliierten Landung auf Sizilien geriet Malta im Sommer 1943 an den Rand des Kriegsgeschehens und Operation Herkules war für die Achsenmächte nicht mehr durchführbar.